# Astragalus douglasii
Astragalus douglasii là một loài thực vật có hoa trong họ Đậu. Loài này được (Torr. & A.Gray) A.Gray miêu tả khoa học đầu tiên.

## Hình ảnh

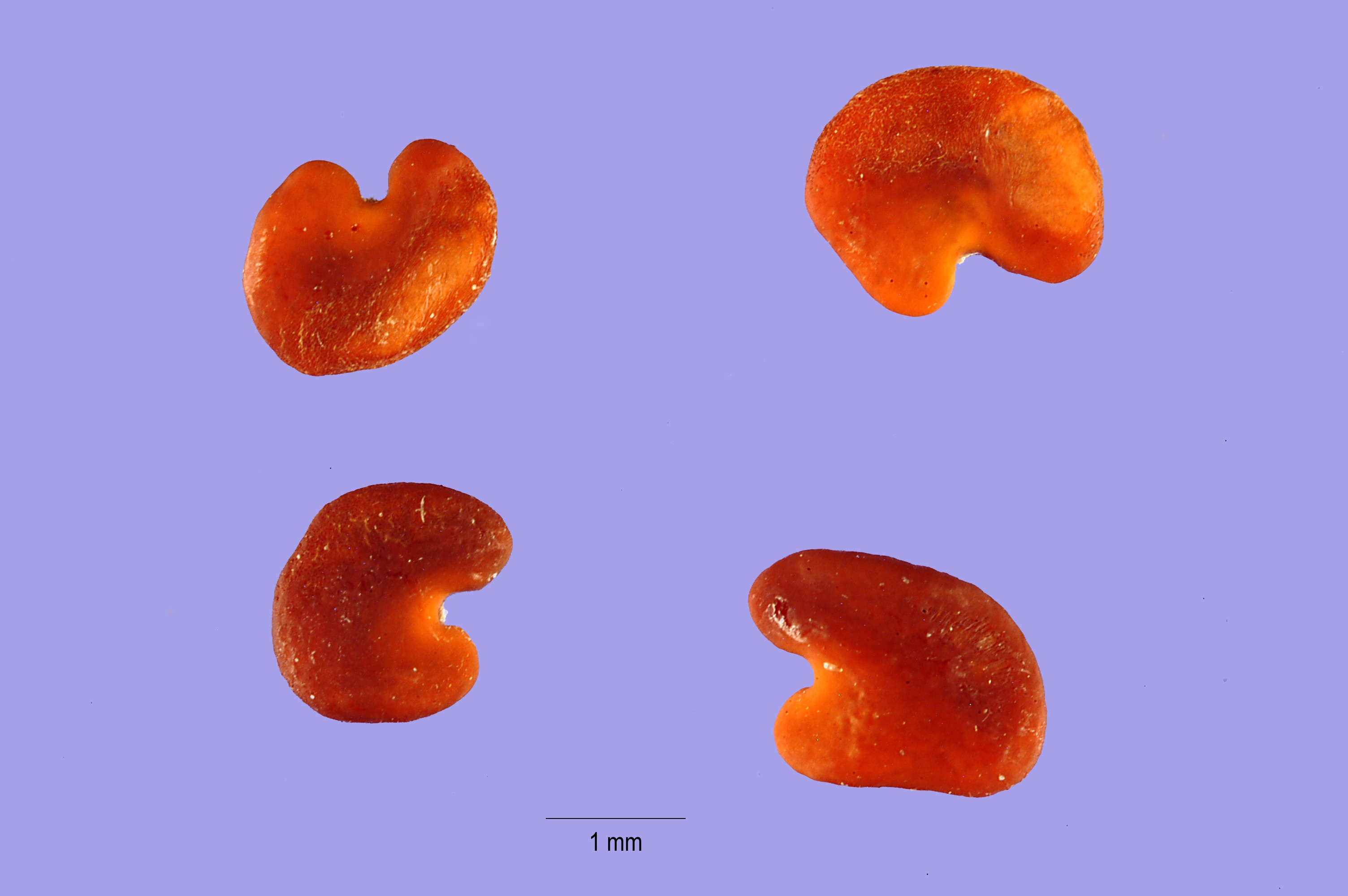